# Дзюньків
Дзю́ньків — село в Україні, у Погребищенській міській громаді Вінницького району Вінницької області. Розташований від центру громади за 17 км, від залізничної станції Ржевуська — за 12 км, від зупинного пункту Дзюньків — за 5,5 км. У 497 будинках живе 1300 осіб (2008). У 19 столітті й на початку 20 століття Дзюньків мав статус містечка.

## Географія

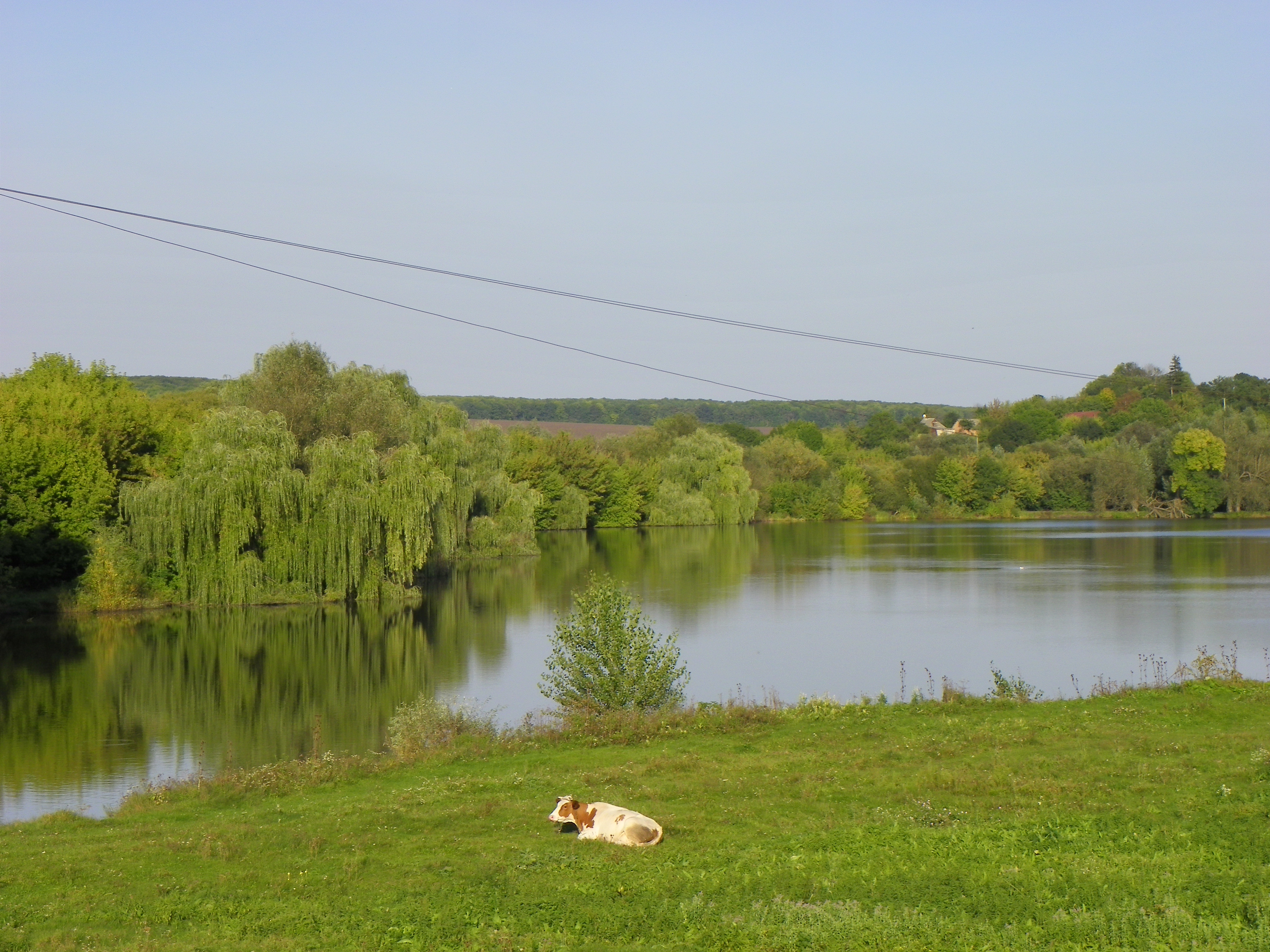
Ставок у Дзюнькові.

Село Дзюньків розташоване у лісостеповій зоні центральної частини північної області Придніпровської височини у північно-східній частині Вінницької області. Більша частина села лежить на правому березі річки Рось, і лише незначна його частина, північна — на лівому. Рельєф місцевості нерівномірний, утворений пагорбами, балками різної ширини й глибини. У підніжжях деяких пагорбів, на дні балок пролягають річища невеличких річечок й потоків, що утворюють невеличкі, завширшки кілька десятків метрів, пласкі долини між пагорбами. В деяких місцях річки утворюють рівчаки з доволі крутими схилами, вкритими заростями — деревами, чагарниками й кущами. Через село протікають річки Коза (права притока Росі), Вільшанка (права притока Росі) та декілька безіменних річечок, або струмків. Житлові та господарчі будівлі мешканців, залежно від конкретних умов місцевості, розташовуються або на верхній, або на нижній частині пагорбів і схилів. Біля центру села на одній з річок зроблено ставок. Село з усіх боків, окрім півночного, оточено лісами.

## Адміністративна приналежність
За часів Великого князівства Литовського територія, на якій розташований Дзюньків, належала Брацлавському воєводству. За часів Речі Посполитої Дзюньків був у складі так само Брацлавського воєводства. Під час походу 1648 року Максима Кривоноса до Брацлава Дзюньків на початку червня цього року був зайнятий українським військом і увійшов до складу Української держави. По створенню у червні того ж року Животівського полку Дзюньків увійшов до складу його Борщагівської сотні. У 1648—1654 роках — у складі Кальницького полку, з 1654 року — у складі Паволоцького полку, де був сотенним містечком полка у 1654 році — центром Дзюньківської сотні. Під час Походу 1675 року Михайла Радивила на Паволоч Дзюньків був зайнятий польським військом. Паволоцький полк, а разом з ним і Дзюньківська сотня, припинили своє існування.
Дзюньків був у складі П'ятигірського повіту Брацлавського намісництва, з 1801 року — Таращанського повіту, з 1803 року Махнівського, з 1823 року — Сквирського, з 1860-х років — Бердичівського повіту Київської губернії.
У 19 столітті містечко було центром Дзюньківської волості Бердичівського повіту Київської губернії.
7 березня 1923 — 17 червня 1925 — районний центр Дзюньківського району. З червня 1925 по 30 грудня 1962 — в складі Плисківського району, З грудня 1962 року й дотепер (2018) село Дзюньків у складі Погребищенського району Вінницької області.
12 червня 2020 року, відповідно до розпорядження Кабінету Міністрів України № 707-р «Про визначення адміністративних центрів та затвердження територій територіальних громад Вінницької області», увійшло до складу Погребищенської міської громади.
19 липня 2020 року, в результаті адміністративно-територіальної реформи та ліквідації Погребищенського району, село увійшло до складу Вінницького району.

## Історія
Дзюньків, за переказами, які побутують й у самому селі, виник біля укріплення, що його збудовав козак Джуна (Джунь) у другій половині 16 століття на лівому березі Росі, на високому пагорбі, що обривами спускається до річки та її притоки Кози і Вільшанки. З часом фортеця почала обростати поселенням. Люди, що тут селилися, були у безпеці, бо про ворога завжди вчасно попереджували козацькі дозори. Якщо виникала загроза, люди ховалися в найближчіх лісах, а то і в самій фортеці. А згодом поселення, що називали Джунковим, змінило свою назву на Дзюньків. За іншими даними, Дзюньків засновано у 18 столітті. З приводу виникнення Дзюнькова й раннього періоду його історії Л. Похілевич у книзі «Сказання про населені місцевості Київської губернії», що вийшла друком у 1864 році, пише що «судячи з того, що в містечку часто відкриваємими були випадково кам'яні підмурки невідомих будівель, підземні ходи, стародавні монети, варто припускати, що Дзюньків здавна був немаловажним поселенням, але давня слава його невідома».
У 18 столітті Дзюньків залежав від польських магнатів, ймовірно за ними тут поселилася велика кількість жидів, себто євреїв. У 18 столітті в поселенні було дві православні церкви — Благовещенська й Михайлівська, причому перша з них була тут щонайменше з початку 18 століття. У 1726 році громадою було побудовано нову Благовіщенську церкву біля старої. У 1741 році в ній було парафіян 160 дворів. У 1800 році на її місці було побудовано нову дерев'яну Благовіщенську церкву, що стояла ще у 1864 році і мала 70 десятин землі. У 1796 році було побудовано нову дерев'яну Михайлівську церкву на місці старої, за даними 1864 року вона мала 68 десятин. Вона стояла посеред торговельної площі. Образ Божої Матері, що був в цій церкві, почитався поміж населення околиць чудотворним. Вважалося, що масовий прихід народу на прощу до цієї ікони призвів до початку тутешніх ярмарків. При церкві існувало приходське училище, початок якому дав священник Іаков Сташевський. Половина парафіян церкви завдячуючи цьому училищу була письменною.
У 1793 році, після другого поділу Речі Посполитої, Дзюньків опинився у складі Російської імперії.
До 1800 року Дзюньків певний час був у руках Моржковського, потім перейшов до маєтностей Ржевуських. В результаті сімейного поділу Дзюньків з селами Наказне й Розкопане належав з 1829 по 1858 рік графу Ернсту Адамовичу Ржевуському, а з 1858 року перебував в одній маєтності з містечком Погребище.
В середині 19 століття Дзюньків належав до категорії містечок і був широко відомий своїми ярмарками. У 1864 році в ньому було мешканців обох статей: православних 1987 осіб, євреїв 950 осіб. Шість його кутків, тобто частин, мали назви: Рогатинка, Слобідка, Маніти, Красилівка, Опалинка й Обозівка. Обозівка пізніше виділилася в окремий населений пункт і вже наприкінці 19 століття іменувалася як село Обозівка. У виданому 1900 року у Варшаві «Географічному словнику» згадуються лише чотири кутки містечка: Красилівка, Опалинка, Маніти і Рогатинка.
У 1900 році, згідно з «Географічним словником», у Дзюнькові налічувалося 595 будинків, 5464 мешканці. За іншими даними, у цей час в Дзюнькові було 670 дворів, мешканців 5583 особи, з них чоловіків — 2769, жінок — 2814. В містечку було 3 (2) церкви, 2 каплиці, 2 дома молитовних жидівських, 2 церковно-приходських школи, аптека, цукроварня, цегельня, 2 млини, лікарня, у якій працювали 1 лікар і 1 фельдшер. Цукроварня належала графині Катерині Ігнатьєвій. Цегельня належала цукроварні, у ній щоденно працювало 10 робітників з місцевих чоловіків. Крім того, у містечку була пожежна частина, що мала 3 насоси, 10 бочок, 4 багри і 10 драбин. Утримування її коштувало 25 рублів на рік. Містечко належало графині К. Ігнатьєвій. Телеграфна станція була розташована у селі Босому Броді, почтова станція (земська) — у місті Погребище.
Головним заняттям мешканців містечка було хліборобство і перевезення вантажів зі станції Погребище до місцевої цукроварні й Кашперівської цукроварні і перевезення цукру на станцію Погребище, з оборотом 25000 рублів на рік. На заводі працювало 175 робітників за 12-годинною зміною, з них 165 чоловіків і 10 жінок. З загальної кількості робітників 165 людей були з місцевих, 10 людей були приходьками з Чернігівської й Таврійської губерній. За Дзюньковом було закріплено землі 4734 десятин, з них належало поміщикам 2791 десятини, церквам — 132 десятини, селянам — 1811 десятин. Господарство велося у поміщиці і у селян за трипільною системою. Базари проводилися в містечку через два тижні по четвергам.
Під час Голодомору 1932—1933 років, вчиненого радянською владою, у селі загинула велика кількість людей. Встановлено імена 179 жертв (данні 2008 року).
Під час Другої світової війни Дзюньків було окуповано фашистськими військами у другій половині липня 1941 року. Червоною армією село було зайняте 31 грудня 1943 року.
У 1960-х роках проведено електрифікацію села.

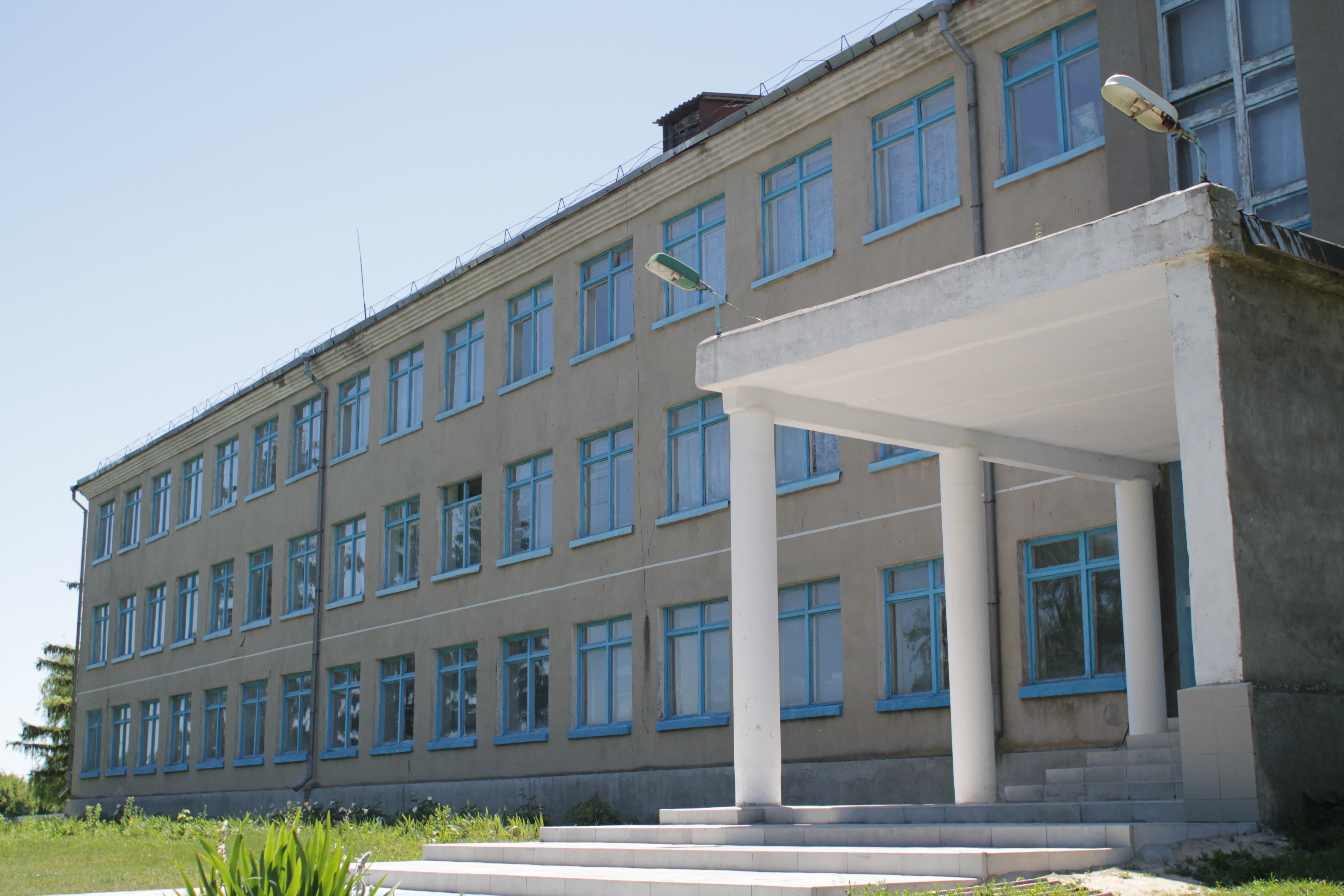
Дзюньківська середня загальноосвітня школа I—III ступенів. Побудована у 1972 році.

 На початку 1970-х років населення села становило 2392 особи. Місцевий колгосп ім. Леніна обробляв 3692 га землі, у тому числі 2398 га орної, вирощував цукрові буряки й озиму пшеницю. Тваринництво мало м'ясо-молочний напрямок. В селі були середня школа, клуб, бібліотека, фельдшерський пункт, протитуберкульозний диспансер. Видавалася багатотиражна газета «Колгоспна правда». У 1972 році на місці старої школи, що складалася з кількох окремих будівель, побудовано нову школу.

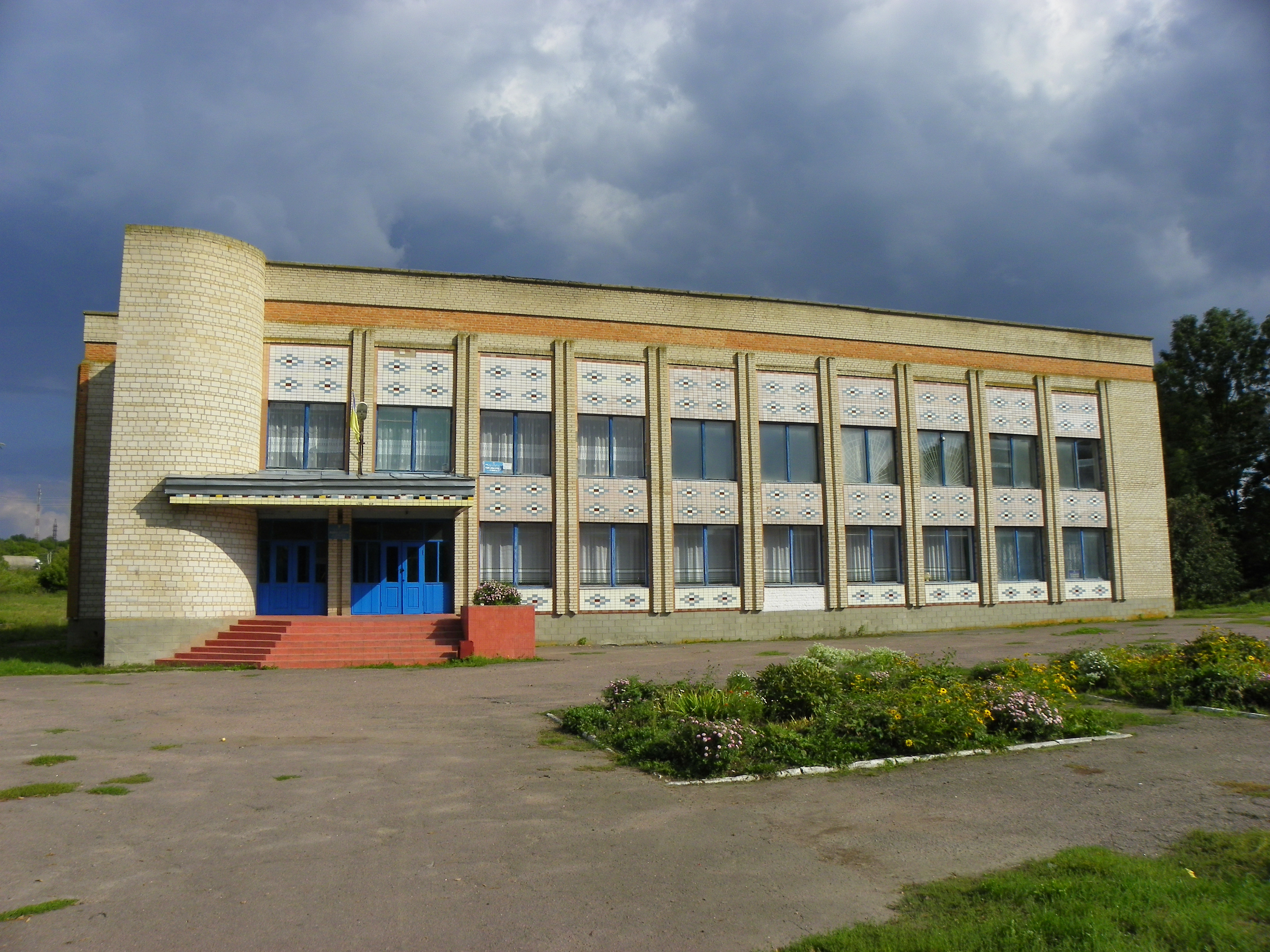
Сільський клуб в Дзюнькові. Побудований 1987 року.

У 1987 році відкрито новий будинок культури.

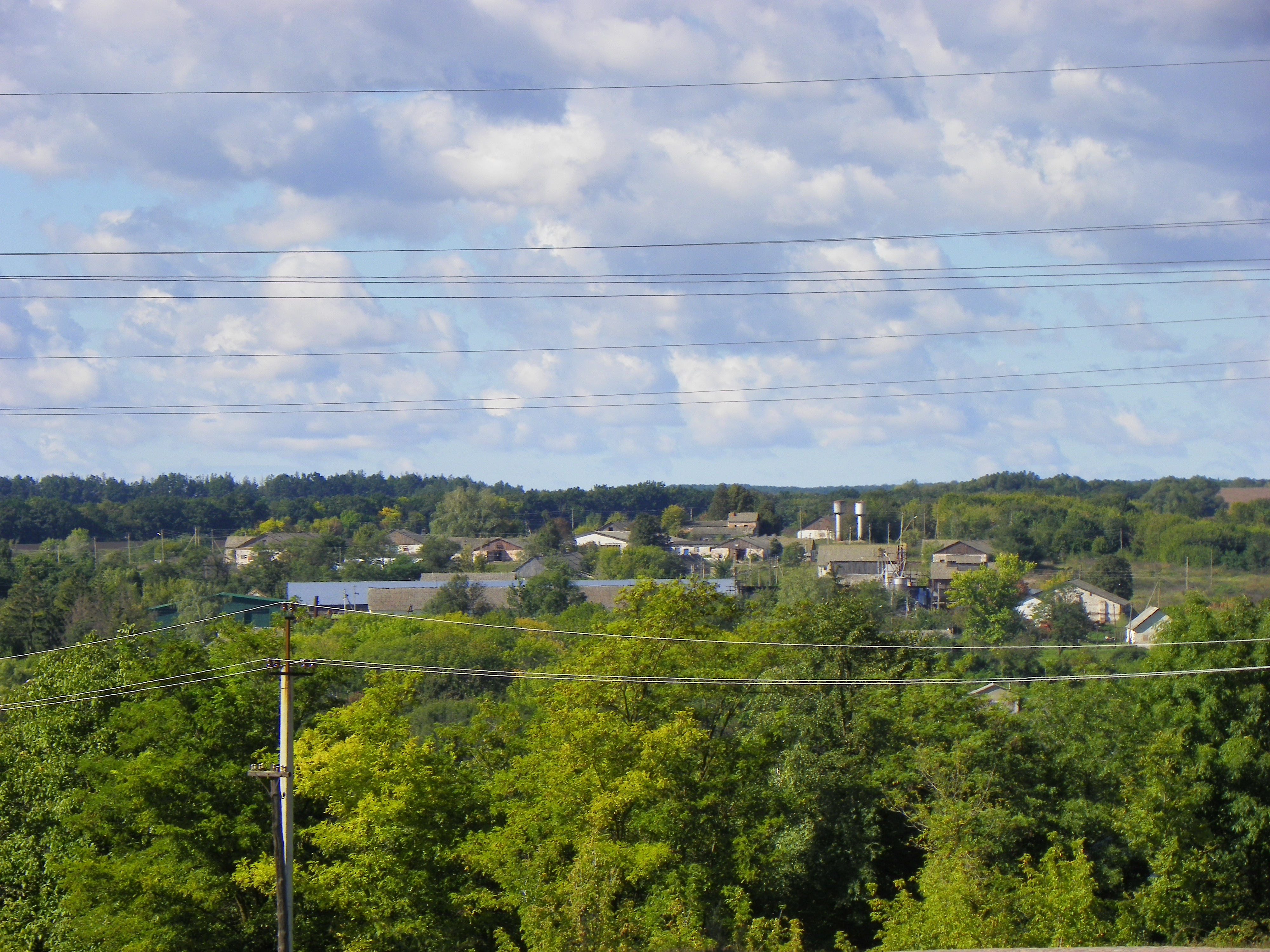
Садиба колишнього колгоспу. З 1990-х років — фермерське господарство.

Після розпаду СРСР, починаючи з 1993 року в селі було утворено кілька фермерських господарств, у 1994—1995 роках була проведена реорганізація місцевого колгоспу ім. Леніна на КСП «Незалежна Україна». У 2000 році КСП розформовано й розпайовано. Все майно, яке належало до пайового фонду в сумі 3513268 гривень розпайоване між 794 пайовиками. На місці колишнього колгоспу було створено фермерське господарство «Лан-П», власником якого став колишній голова колгоспу.
На початку 21 століття до села Дзюньків планували прокласти газопровід. Однак ситуація з газом змусила змінити плани. Причиною непроведення газопроводу в село називалися також й особливості рельєфу місцевості. В селі вирішили реалізувати пілотний проект опалення будинків електрикою. Щоправда, перед цим довелося переконувати людей у його перспективності. З цією метою чотири рази скликали сход села. Перед тим, як встановити електронагрівальні котли, замінили частину ліній електропередач. Старі лінії проклали ще в 1960-ті роки і вони вже застаріли. Від найменших поривів вітру відбувалося відключення електрики. Цей проект реалізували разом з ВАТ «Вінницяобленерго». 2007 року витратили 654 тисячі гривень, у 2009 році — 632 тисячі. З допомогою електрики у 2009 році вже опалювалося 88 будинків (загалом у селі було 298 помешкань). Порівняно з іншими населеними пунктами опалення електрикою в Дзюнькові найдешевше. Підключення до електроопалення обійшлося в середньому по шість тисяч гривень з двору (в цінах 2009 року). На електроопалення планувалося перевести 256 будинків. У 2009 році плата за електрику на опалення становила від 80 до 150 гривень на місяць.

## Населення
За даними перепису 2001 року населення села становило 1335 осіб, із них 99,17 % зазначили рідною мову українську, 0,83 % — іншу.
| Рік            | ~1864 | 1897 | ~1900       | ~1972 | 1989 | 2001 | 2008 |
| -------------- | ----- | ---- | ----------- | ----- | ---- | ---- | ---- |
| Кількість осіб | 2937  | 4314 | 5464 (5583) | 2392  | 1550 | 1335 | 1300 |

Оскільки в Дзюнькові у 19 столітті була розвинена торгівля, у ньому проживала помітна кількість жидів — у 1847 році — 373 особи, у 1864 році 950 осіб (третина населення), у 1897 році — 1137 осіб (приблизно 26 % населення).

## Транспорт
Через село проходить маршрутний автобус з Погребищ до сіл Борщагівка й Довгалівка.
На зупинному пункті Дзюньків зупиняється поїзд Жашків-Козятин.

## Дзюньків у мистецтві
У 1921—1925 роках у Дзюнькові певний час проживав художник М. Г. Бурачек. Дзюнькову ним було присвячено картини «Старовинна церква у Дзюнькові» (зберігається у ЗХМ), «Місячна ніч. Дзюньків».

## Пам'ятки

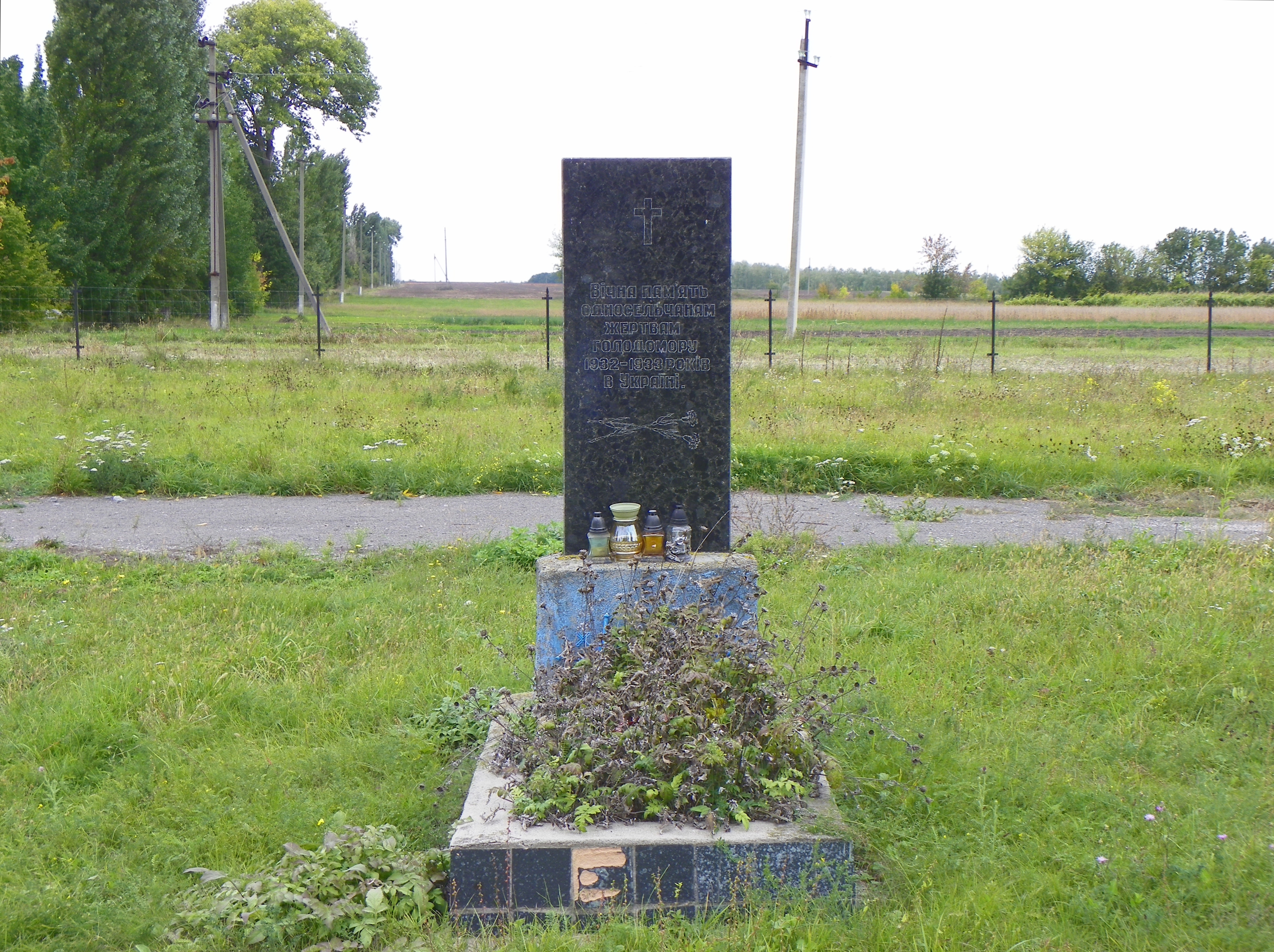
Один з пам'ятників односельцям жертвам голодомору в Дзюнькові.

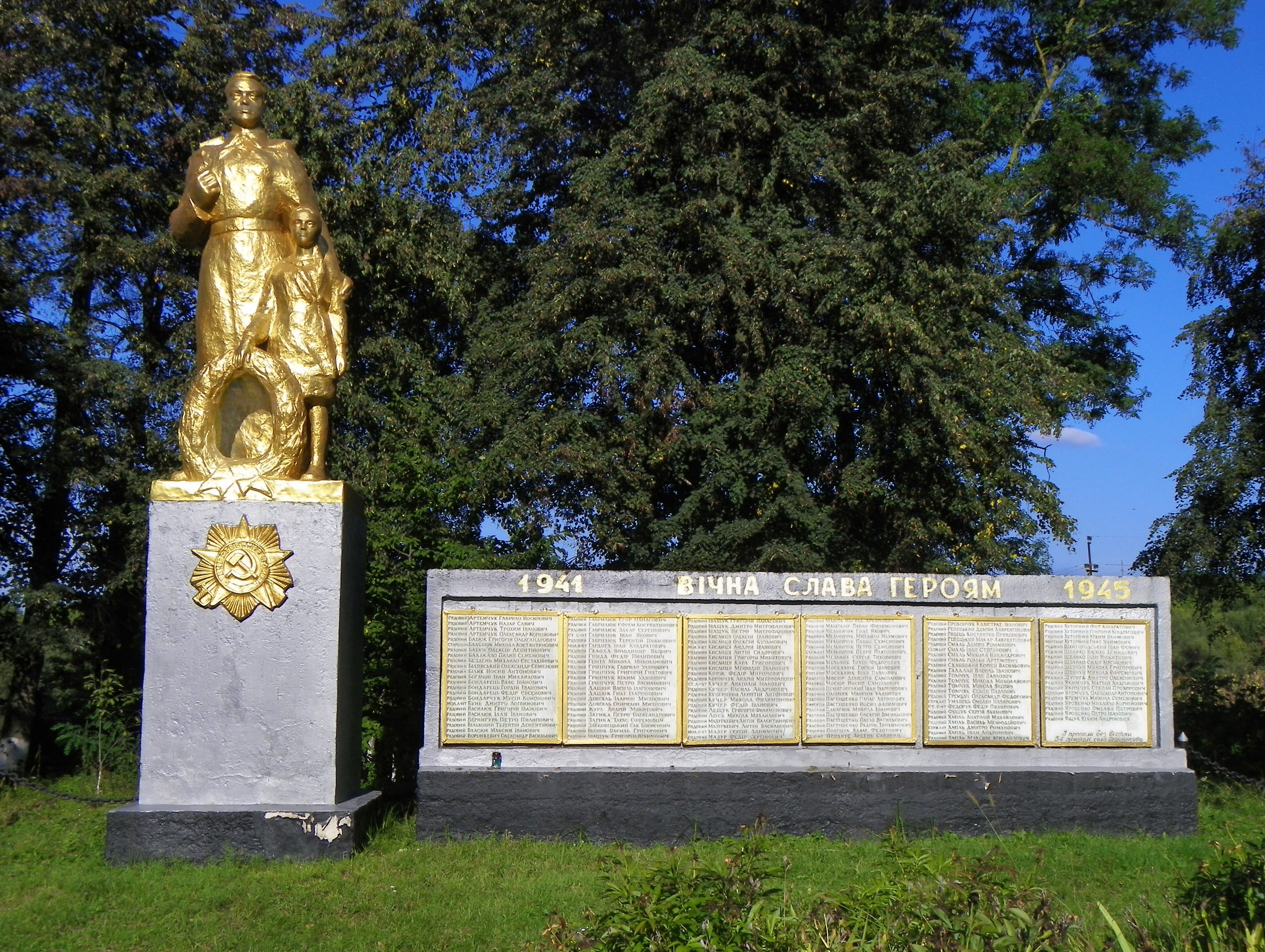
Пам'ятник 134 воїнам-односельцям, що загинули, і 54 односельцям, що пропали безвісти під час Другої світової війни.

В селі розташовано кілька пам'яток історії.
В північній частині села на березі ріки Рось було виявлено городище розмірами 80 на 50 метрів.
На вул. Гагаріна біля підстанції розташована Братська могила жертв Голодомору 1932—1933 років, неподалік — Пам'ятний знак на честь скасування кріпосного права, встановлений 1911 року.
Ще одна Братська могила жертв Голодомору 1932—1933 років розташована на вул. Комарова, на кладовищі біля лісу Грабовий.
Ще за сов'єччини у центрі села створено меморіальний комплекс: могила голови комнезаму і сільради Т. М. Перейми, «вбитого куркулями» у 1921 році, пам'ятник тут від 1959 року, могила голови комнезаму й сільради К. Р. Бондарця, «вбитого куркулями» у 1921 році, пам'ятник тут від 1975 року. Тут у 1975 році також встановлено пам'ятник односельчанам, що загинули під час Другої світової війни. Скульптор Л. Воропай. Тут також розташовані могили двох будьонівців.
На кладовищі «Слобідка» на південно-східній околиці села могила учасника радянсько-афганської війни Іващука В. І. (1981 р.)
В селі зберігся водяний млин 19 століття, побудований на річці Рось.

## Відомі уродженці
- Копайгоренко Іда Миколаївна — український скульптор.
- Жуковський Кіндрат Альбінович (1902—1937) — геолог, петрограф. Кандидат геологічних наук. Співробітник Геологічного музею Інституту геологічних наук АН УРСР. Досліджував нерудні корисні копалини Житомирщини, Київщини, Харківщини. Детально описав родовища крейди, глини, пісків, пісковиків, фосфоритів, болотяних залізних руд, покладів пірофілітових сланців, обґрунтував морський генезис пірофілітів. Репресований як учасник «антирадянської націоналістичної організації». Реабілітований.[34][35][36][37]
- Пазюн Марія Василівна — українська радянська веслувальниця, срібний призер Олімпійських ігор 1980 року, триразова чемпіонка світу.

## Галерея

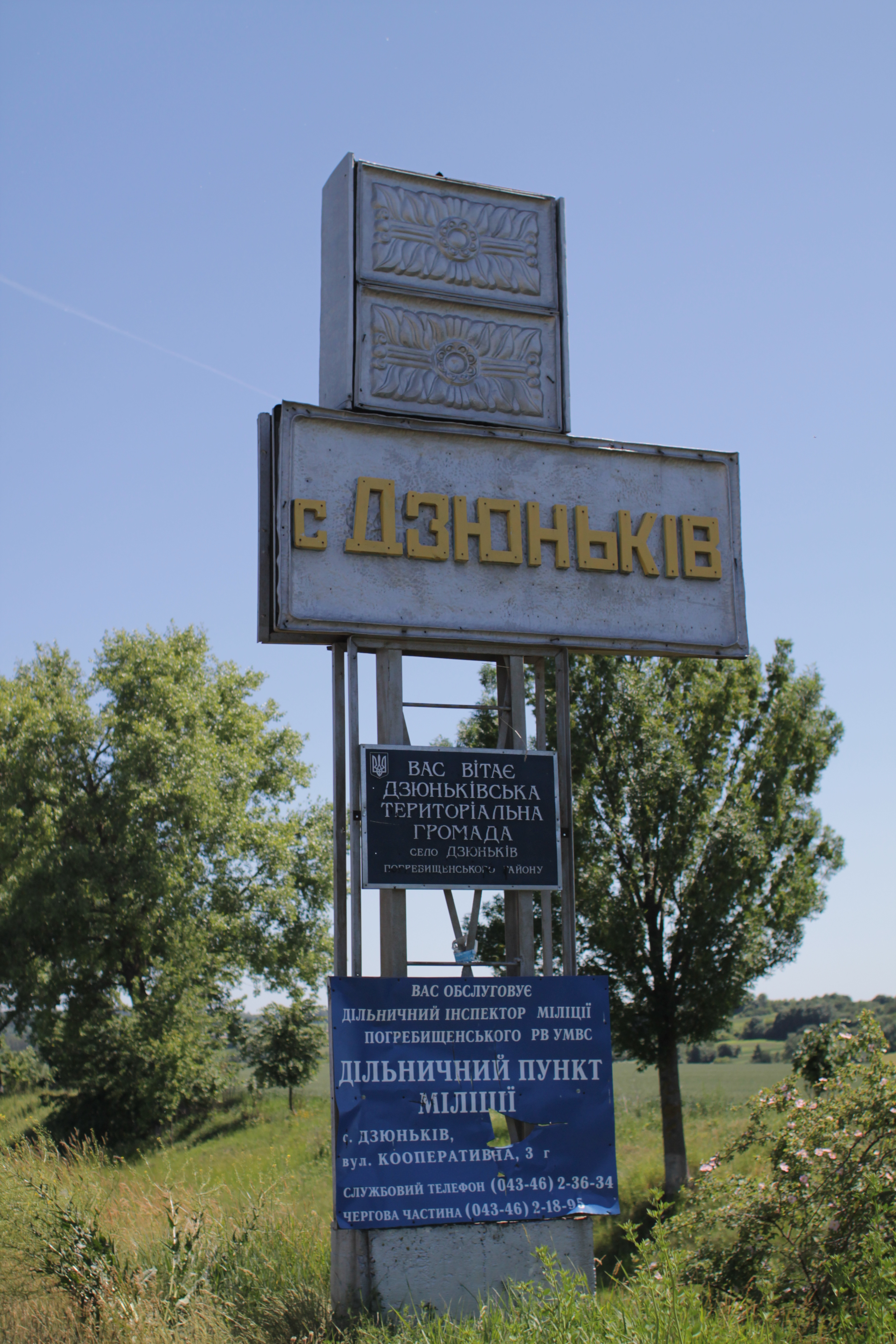
Табличка села
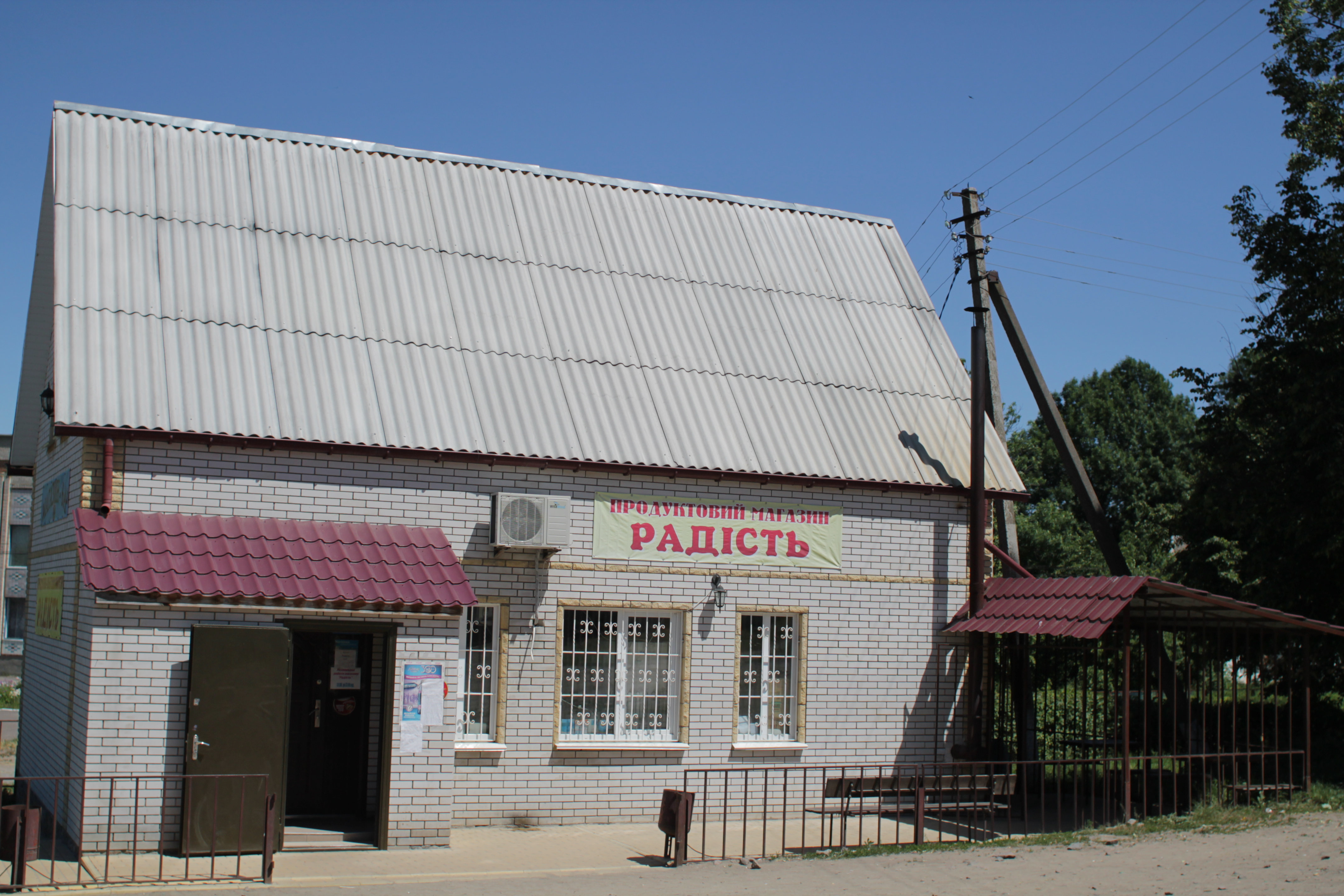
магазин
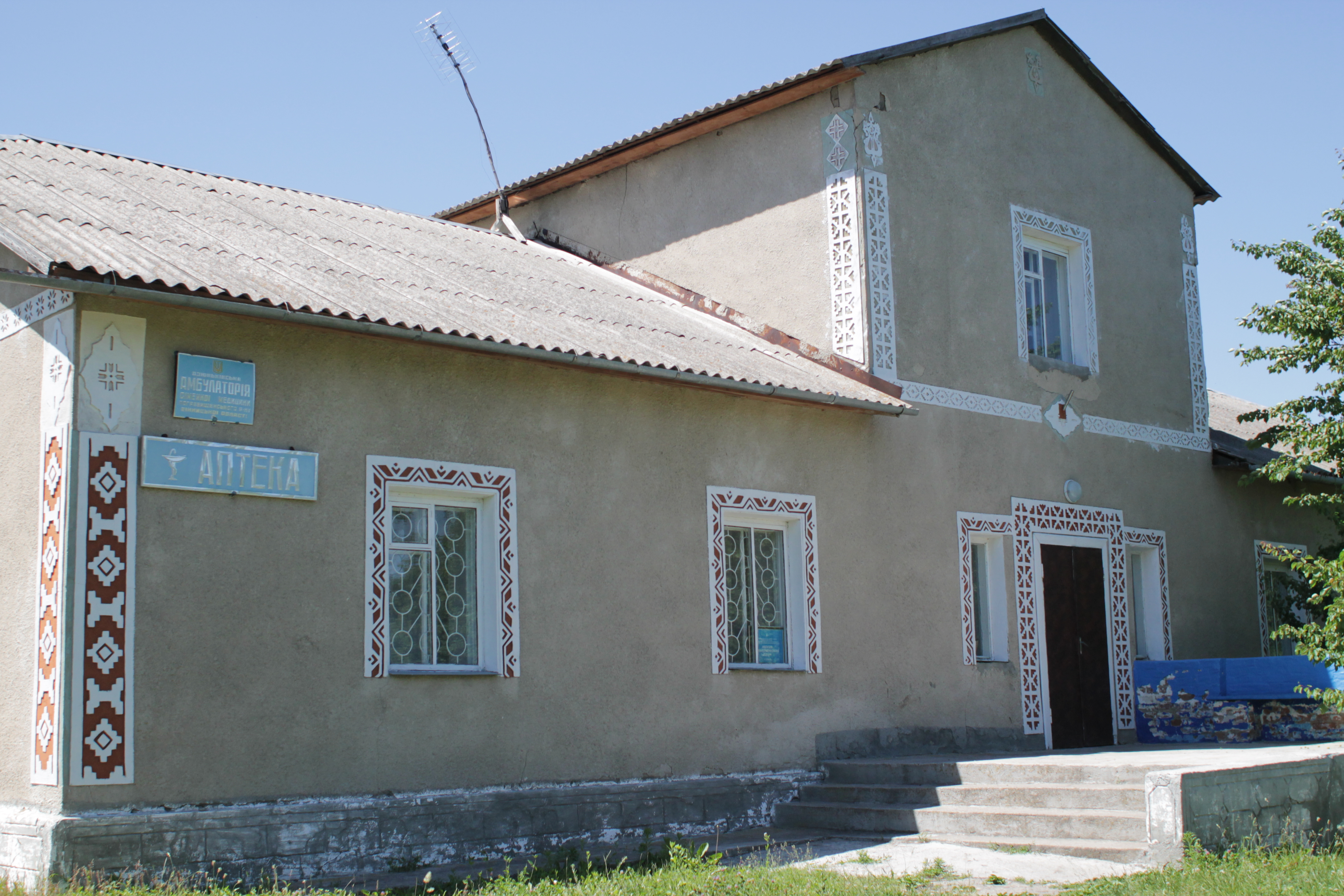
амбулаторія